# Finn Jeltsch
Finn Jeltsch (* 17. Juli 2006 in Neuendettelsau) ist ein deutscher Fußballspieler, der beim VfB Stuttgart unter Vertrag steht. Der Innenverteidiger wurde hauptsächlich beim 1. FC Nürnberg ausgebildet und debütierte im Alter von 17 Jahren in dessen Profimannschaft. Außerdem ist er deutscher Nachwuchsnationalspieler und wurde mit der U17-Nationalmannschaft Welt- und Europameister.

## Karriere

### Im Verein
Jeltsch begann beim SV Raitersaich mit dem Fußballspielen, ehe er im Alter von neun Jahren in die Nachwuchsabteilung des 1. FC Nürnberg wechselte. Dort durchlief er alle weiteren Nachwuchsmannschaften. In der Saison 2021/22 spielte er erstmals in der B-Junioren-Bundesliga für die U-17 seines Vereins, deren Kapitän er auch in der Saison 2022/23 war. Im Sommer 2023 wurde er in die U-19 hochgezogen und spielte in der folgenden Saison für den Club in der A-Junioren Bundesliga. Dazu nahm er parallel ab der zweiten Hälfte des Jahres 2023 am Training der 1. Mannschaft, die in der 2. Bundesliga spielt, teil, unter anderem absolvierte er die Wintervorbereitung mit der Mannschaft. Am 29. Oktober 2023 stand er beim 2:0-Sieg der Nürnberger gegen Holstein Kiel erstmals im Spieltagskader seiner Mannschaft, kam jedoch zu keinem Einsatz. In der Folge wurde er von Cheftrainer Cristian Fiél einige Male in den Spieltagskader berufen und gab schließlich am 18. Februar 2024 beim 1:1-Unentschieden gegen den 1. FC Kaiserslautern sein Profidebüt. Dabei wurde er zur 2. Halbzeit für Ahmet Gürleyen eingewechselt.
Am 3. Februar 2025 wechselte Jeltsch zum VfB Stuttgart und unterzeichnete bei den Schwaben einen Vertrag bis Juni 2030.

### In der Nationalmannschaft
Jeltsch ist deutscher Nachwuchsnationalspieler. Im Oktober 2021 wurde er von Trainer Christian Wück erstmals für die U-16-Nationalmannschaft berufen und absolvierte in der Folge vier Partien. Im Oktober 2022 wurde er auch erstmals für die U-17-Nationalmannschaft nominiert. Sein Debüt gab er bei einer 1:3-Niederlage in einem Freundschaftsspiel gegen Uruguay am 22. Oktober 2022. Im Mai 2023 nominierte Wück Jeltsch für die anstehende U-17-Europameisterschaft in Ungarn. Während des Turniers war Jeltsch Stammspieler in der Innenverteidigung und leistete so einen wichtigen Beitrag, dass die U-17-Nationalmannschaft die Europameisterschaft gewann. Daraufhin wurde Jeltsch im November 2023 von Wück für die U-17-Weltmeisterschaft in Indonesien nominiert. Auch bei diesem Turnier war Jeltsch Stammspieler und konnte mit seiner Mannschaft die Weltmeisterschaft gewinnen.

## Titel
Verein
- Deutscher Pokalsieger: 2025 (VfB Stuttgart)

Nationalmannschaft
- U17-Weltmeister: 2023
- U17-Europameister: 2023